# Zwergknäuelinge
Die Zwergknäuelinge (Panellus) sind eine Gruppe meist kleinerer Pilze aus der Familie der Helmlingsverwandten, die den ebenfalls holzbewohnenden Seitlingen habituell ähnlich sehen. Bisweilen werden sie auch wie die Vertreter der Gattung Sarcomyxa als „Muschelseitlinge“ bezeichnet. Bollmann, Gminder und Reil ordnen den Namen „Zwergknäuelinge“ der Gattung Panellus zu und verwenden „Muschelseitlinge“ ausschließlich für Sarcomyxa.

## Merkmale

### Makroskopische Merkmale
Die Arten der Gattung sind meist kleine, holzbewohnende muschelförmige Pilze mit seitlichem oder fehlendem Stiel. Die Hutoberseite ist oft filzig, kann aber auch glatt sein. Die  Lamellenschneiden sind ganzrandig und nicht gesägt oder gezahnt. Das Sporenpulver ist weiß bis gelblich.
Bemerkenswert ist die nur bei nordamerikanischen Stämmen des Herben Zwergknäuelings (P. stipticus) auftretende starke Biolumineszenz: Sowohl das Pilzgeflecht als auch die Fruchtkörper leuchten intensiv grünlich.

### Mikroskopische Merkmale
Die Sporen sind relativ klein, zylindrisch geformt und amyloid, d. h. mit Iod-Lösung anfärbbar.

## Arten
Weltweit umfasst die Gattung ca. 15 Arten, wovon 4 in Europa vorkommen bzw. zu erwarten sind.
| Deutscher Name                    | Wissenschaftlicher Name | Autorenzitat                                 |
| --------------------------------- | ----------------------- | -------------------------------------------- |
| Milder Zwergknäueling             | Panellus mitis          | (Persoon 1796 : Fries 1821) Singer 1936      |
| Glockiger Zwergknäueling          | Panellus ringens        | (Fries 1828 : Fries 1828) Romagnesi 1945     |
| Herber Zwergknäueling             | Panellus stipticus      | (Bulliard 1783 : Fries 1821) P. Karsten 1879 |
| Violettblättriger Muschelseitling | Panellus violaceofulvus | (Batsch 1783 : Fries 1821) Singer 1937       |

Von manchen Autoren werden auch folgende Arten zu Panellus gestellt:
- Gelbstieliger Muschelseitling – Sarcomyxa serotina als Panellus serotinus (Schrad.) Kühner mit nicht amyloiden Sporen
- Klebriger Schleierseitling – Tectella patellaris als Panellus patellaris (Fr.) Konrad & Maubl. mit Velum

Milder Zwergknäueling Panellus mitis
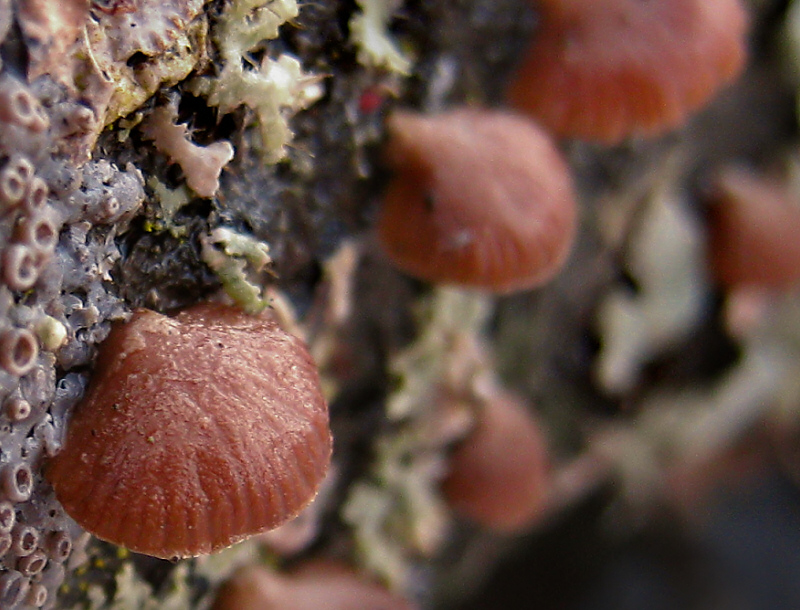
Glockiger Zwergknäueling Panellus ringens
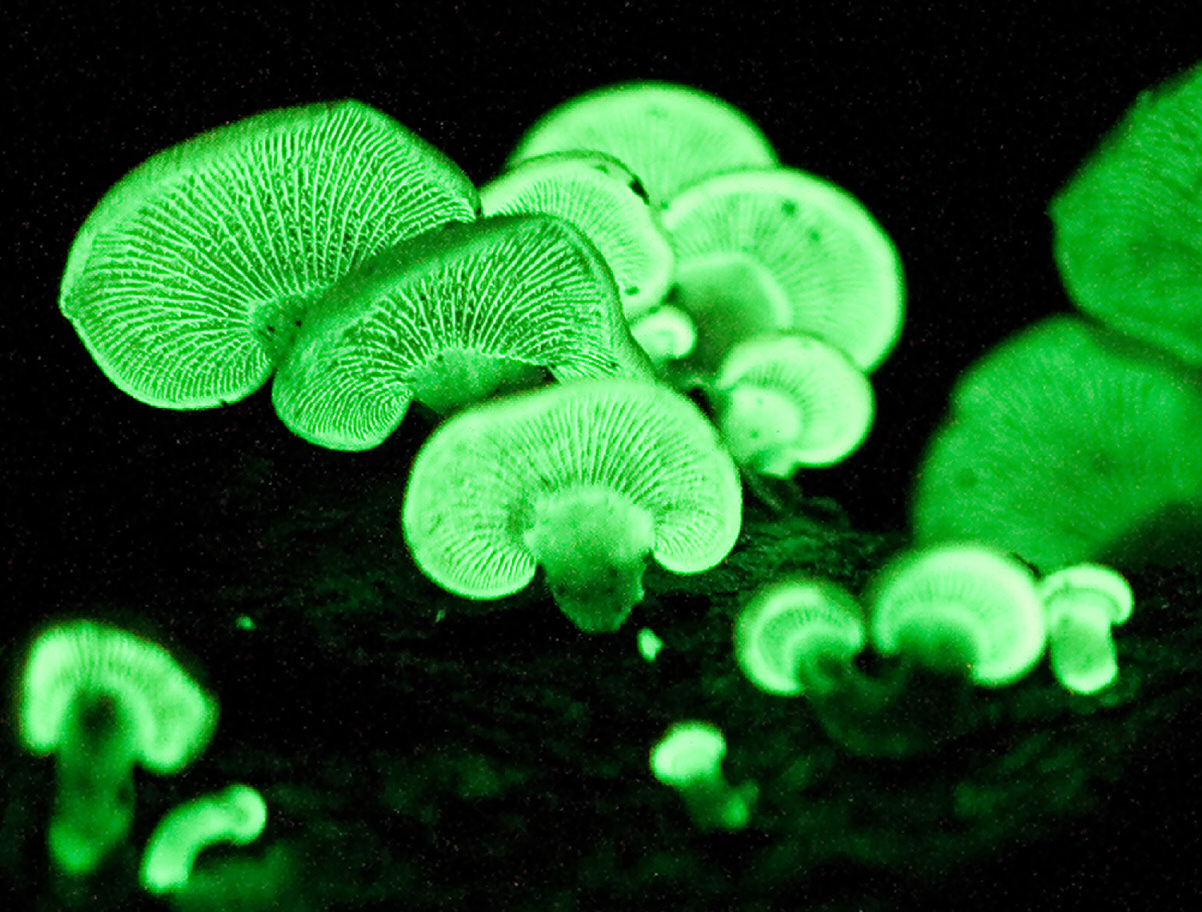
Nordamerikanische Stämme des Herben Zwergknäuelings (Panellus stipticus) leuchten im Dunkeln.
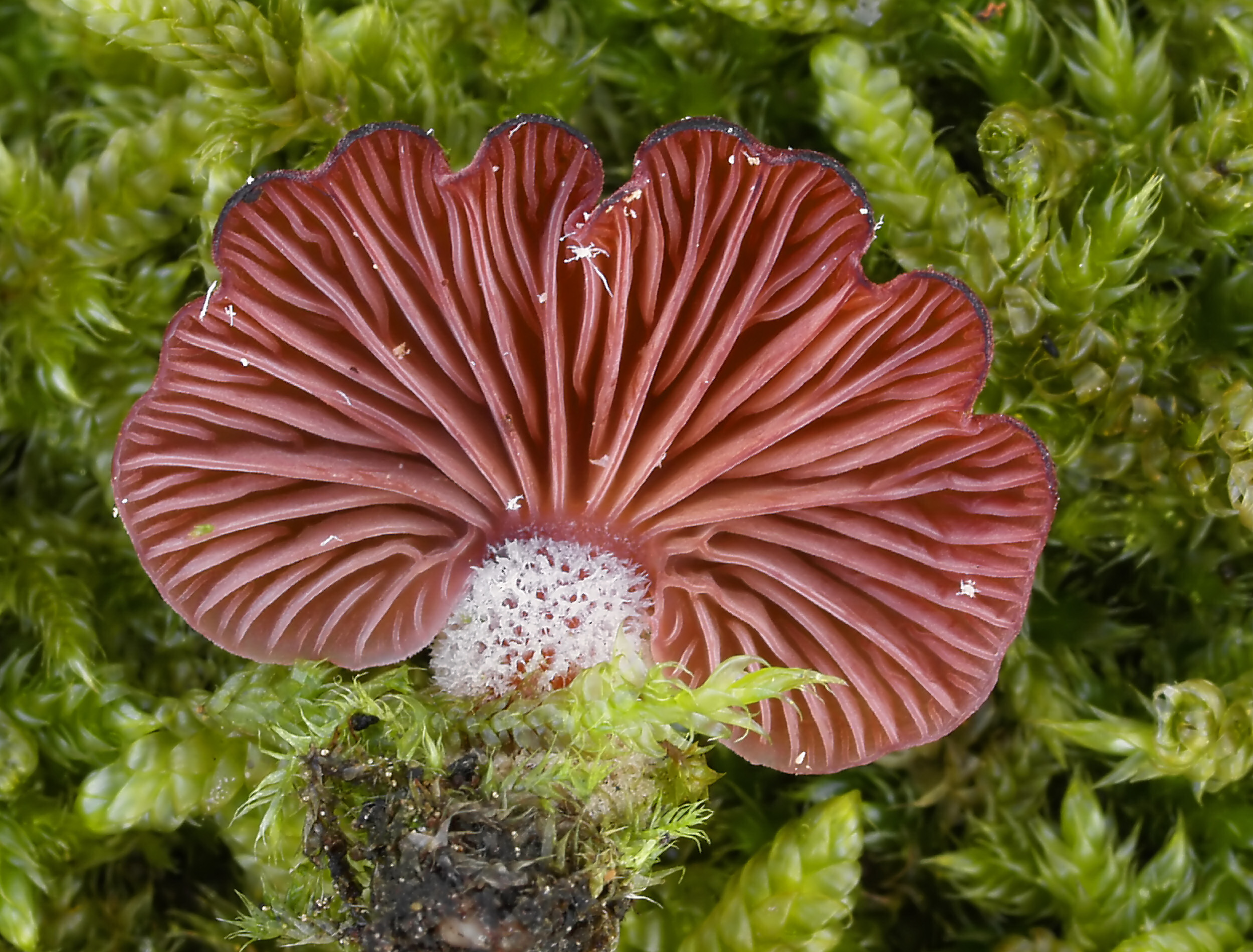
Violettblättriger Muschelseitling Panellus violaceofulvus

## Bedeutung/Etymologie
Der wissenschaftliche Name der Gattung „panellus“ stammt aus dem Lateinischen und ist die Verkleinerungsform von „panus“ (= Büschel) und bezieht sich auf die büschelig und knäuelig an Holz wachsenden, kleinen Fruchtkörper.